# حماسه یک قهرمان
بهترین سالهای زندگی من (به ترکی:  Hayatımın En Güzel Yıllarıe) نام فیلمی است که در ایران با عنوان حماسه یک قهرمان به نمایش در آمده است.
این فیلم به کارگردانی و تهیه کنندگی Süreyya Duru محصول سال ۱۹۷۲ میلادی (۱۳۵۱ خورشیدی) است محصول کشور ترکیه است.
این فیلم در سال ۱۹۷۲ در استانبول ترکیه و در آلمان فیلمبرداری شده است.

## خلاصه داستان
داستان این فیلم در آلمان می گذرد. مورات دوست دخترش لاله را از پدرش خواستگاری می‌کند، اما پدرش موافقت نمی‌کند و به پدر مورات توهین می کند. عصر همان روز، پدر مورات در کافی شاپ درگیر می شود و صاحب کافی شاپ از او شکایت می کند و ۳۰۰۰ لیره از او می‌خواهد. مورات برای یافتن پول به مسابقه بوکس می رود و توسط مدیران کشف می شود و بوکسور می‌شود. با افزایش شهرت او، سرانجام مورات و لاله با هم ازدواج می‌کنند.

## بازیگران
- جونیت آرکین  (در ایران مشهور به فخرالدین) به نقش مورات
- مشرف تزکان (Müşerref Akay) به نقش لاله
- بورا آیااوغلو
- سلیمان توران
- بلال اینجی
- کیهان یلدیز اوغلو

## نمایش فیلم
فیلم «حماسه یک قهرمان» در تاریخ سه‌شنبه ۱۶ شهریور سال ۱۳۵۵  در ۱۰ سینما در تهران به نمایش درآمد . این فیلم جایگزین فیلم پیش‌کسوت (محمدرضا فاضلی) در سینماهای تهران شد.
سینماهای نمایش‌دهنده فیلم «حماسه یک قهرمان» در ۹ سینمای تهران شامل اونیورسال، پاسیفیک، ایران، ساینا، تیسفون، رنگین کمان، پرسپولیس، کارون و دریا بودند. اگرچه در تبلیغات نشریات، نام سینما موناکو در گروه سینماهای نمایش‌دهنده این فیلم درج شده است ولی این سینما از این تاریخ، فیلم هندی «جانی نام من است» (اسم من جانی) را نمایش داد.
فیلم «حماسه یک قهرمان» پس از دو هفته نمایش در تهران، در گروه سینمایی فوق (اونیورسال) در تاریخ چهارشنبه ۳۱ شهریور ۱۳۵۵ جای خود را به فیلم بت‌شکن (شاپور قریب) داد .